# EUROPARC Federation
EUROPARC Federation ist die Dachorganisation der europäischen Großschutzgebiete (Nationalparks, Naturparks, Naturschutzgebiete und Biosphärenreservate). Der eingetragene Verein repräsentiert rund 400 Mitglieder in 36 Ländern und hat seinen Sitz in Regensburg (zuvor Basel bzw. Grafenau).
Es gibt ein politisches Büro in Brüssel und eine nationale Sektion in Berlin Nationale Naturlandschaften e. V.

## Mitglieder
Mitglieder sind Schutzgebiets- und Nationalparkverwaltungen, staatliche Behörden des Naturschutzes, NGOs und teilweise auch gewerbliche und touristische Akteure in fast allen Ländern Europas. Die Organisation kooperiert mit „Schwesterorganisationen“ zum Beispiel in den USA.
In Deutschland haben sich die Natur- und Nationalparks, die Wildnisgebiete und Biosphärenreservate zu den Nationalen Naturlandschaften zusammengeschlossen.

## Arbeit
Die Organisation nahm an dem Projekt PAME teil, mit dem die Effektivität von Schutzgebieten untersucht wurde. Die Organisation ist Partner der Wild Europe Initiative.
Long-Term Programme sind  die European Charter for Sustainable Tourism, das Junior Ranger Programm und das Transboundary Parks Certification Scheme.
Die Organisation vergibt ein Alfred Toepfer Scholarship für junge Naturschützer und die Alfred Toepfer Medal an Personen, die sich im um den Schutz des europäischen Naturerbes besonders verdient gemacht haben.